# Sōta Okamura
Pour les articles homonymes, voir Okamura.
Sōta Okamura (岡村創太, Okamura Sōta), né le 4 février 1977, est un sauteur à ski japonais.

## Coupe du Monde
- Meilleur classement final : 67e, en 2001.
- Meilleur résultat : 19e.